# 西摩格

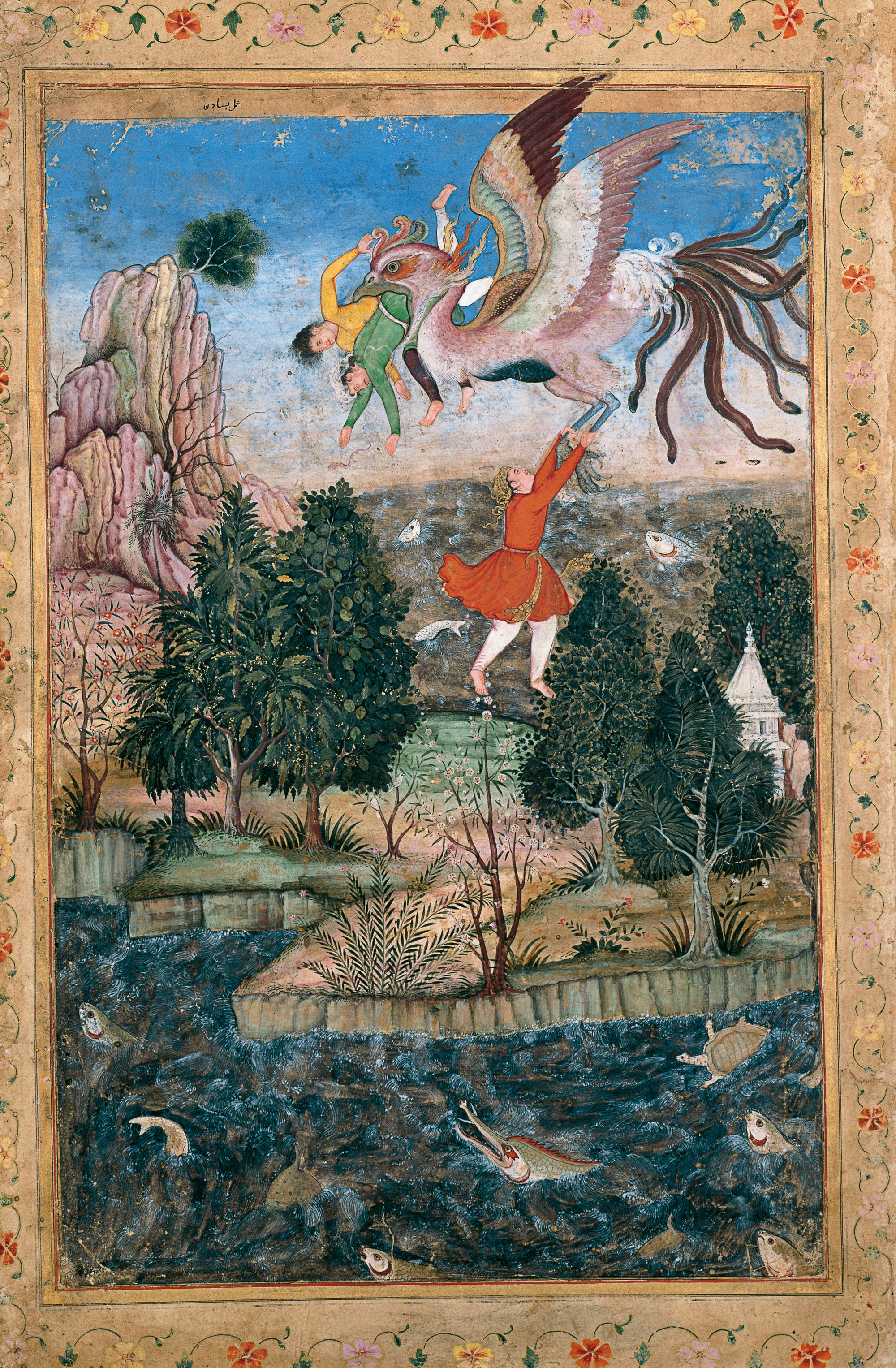
西摩格

西摩格（Simurgh、simorgh、simorg、simurg、simoorg、simorq、simourv）是波斯神話、文學的神鳥。有時被視為不死鳥。

## 概要
根據傳承西摩格住在艾布士山，美麗的羽毛擁有治癒的能力，身體巨大。擁有1700年壽命，300歲時會産卵，卵需250年才能孵化。雛鳥成長後，親鳥會飛入火中而死。作為鳥之王，飽足後會分食給其他動物。
根據『波斯古經』，是住在太古之海的二棵大樹中的一顆。展翅會吹散種子，使所有的植物生長。但是，大樹被惡魔推倒而枯，西摩格因此移至艾布士山。

## 脚注
1. ↑  Juan Eduardo Cirlot, A Dictionary of Symbols, Courier Dover Publications, 2002, p.253
2. ↑  ローズ,松村訳 (2004)、214頁。
3. ↑  ヘダーヤト,奥西訳註 (1999)、311頁。
4. ↑  伝説の英雄とモンスター,西東社 (2008)、138頁

## 關連項目
- 鳳凰